# معارك نيو أولم
معارك نيو أولم (بالإنجليزية: Battles of New Ulm) هي معركتان وقعتا في 19 و23 أغسطس 1862 خلال حرب داكوتا 1862 في بلدة نيو أولم بولاية مينيسوتا، الولايات المتحدة. كانت جزءًا من سلسلة من الاشتباكات بين شعب داكوتا (سيوكس) والمستوطنين الأمريكيين.

## خلفية
في صيف عام 1862، اندلعت حرب داكوتا نتيجة لتوترات متصاعدة بين شعب داكوتا والمستوطنين بسبب تأخيرات في دفع المعاشات وعدم تلبية الاحتياجات الأساسية لشعب داكوتا من قبل الحكومة الأمريكية.

## المعارك
في 19 أغسطس، شن محاربو داكوتا أول هجوم على نيو أولم. تصدى المستوطنون، بمساعدة ميليشيات محلية، للهجوم الأول. في 23 أغسطس، وقع هجوم أكبر وأكثر تنظيماً، كاد أن يؤدي إلى سقوط البلدة، لكن الدفاعات صمدت بعد قتال عنيف.

## النتائج
أسفرت المعركتان عن خسائر بشرية ومادية كبيرة، وتم إجلاء العديد من سكان نيو أولم بعد المعارك. ومع ذلك، اعتُبرت المعارك انتصارًا دفاعيًا للمستوطنين، إذ لم يتمكن محاربو داكوتا من السيطرة على البلدة.